# Macy (Indiana)
Pour les articles homonymes, voir Macy.
Macy est une ville du Comté de Miami en Indiana.
Sa population était de 199 habitants en 2020.